# مد (آمار)

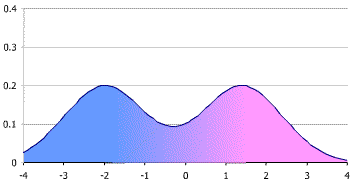
یک مثال یرای مد یا آمار

مُد (نما) (به انگلیسی: Mode) در آمار و ریاضیات، به ارزش یا مقداری که بیشترین بار (تکرار) در یک مجموعه داده آماری رُخ دهد (اتفاق افتد) گفته می‌شود. مد نوعی سنجش گرایش به مرکز است. مد یک توزیع احتمال گسسته مقداری همچون x می‌باشد که بیشترین مقدار تابع جرم احتمال را می‌گیرد. مد برای توزیع احتمال پیوسته مقدار x می‌باشد که تابع چگالی احتمال حداکثر مقدار است بنابراین مد در قله است.
مد ممکن است منحصر به فرد نباشد. گاهی توابع چگالی احتمال در چندین نقطه مقادیر دارای حداکثر مقدار هستند. وقتی تابع چگالی احتمال چندین حداکثر محلی دارد به تمام این نقاط مد گفته می‌شود.
این اصطلاح هم در احتمالات برای یک توزیع احتمالی و هم در آمار برای یک مجموعه داده آماری نمونه‌برداری شده‌استفاده می‌گردد. کلمه مد از زبان فرانسه گرفته شده‌است و بیشترین تکرار -از یک صفت- در بین مقادیر صفت می‌باشد.
داده‌های آماری ممکن است فاقد مد باشد؛ مثل ۴ و ۶ و ۱. یا اینکه دارای یک مد باشد؛ مثل ۷ و ۶ و ۷ و ۱. یا دو مدی باشند، مانند ۷ و ۶ و ۷ و ۶ و ۱ و ۲. اگر تکرار صفت به‌طور یکسان در بین داده‌های آماری اتفاق افتاده باشد مد وجود ندارد. مثل ۴ و ۴ و ۴ و ۳ و ۳ و ۳ و ۱ و ۱ و ۱ و ۸ و ۸ و ۸.
در یک توزیع پیوسته همچون [۰٫۹۳۵...،۱٫۲۱۱...،۲٫۴۳۰... ،۳٫۶۶۸...،۳٫۸۷۴...] در این حالت مد مفهومی ندارد چون که همه یک بار اتفاق افتاده‌اند. برای تخمین مد در این‌جا راه کار عملی گسسته‌سازی داده می‌باشد که در آن مقادیر تکراری به بازهایی با فاصله یکسان تخصیص می‌یابد و به عنوان روش هیستوگرام شناخته می‌شود که به‌طور مؤثر مقادیر با نقاط میانه بازه‌ها این مقادیر جایگزین می‌شوند سپس مد مقداری است که هیستوگرام حداکثر یا قله است. برای نمونه‌های با سایز کوچک یا متوسط خروجی وابسته به انتخاب طول بازه‌ها می‌باشد. اگر خیلی بزرگ یا کوچک انتخاب شود معمولاً باید یک ضریب قابل ملاحظه از داده‌ها در نسبتاً تعداد بازه‌های کمی (۵ تا ۱۰) وجود داشته باشند همچنین ضریب داده‌هایی که در خارج از این بازه‌ها قرار می‌گیرند باید قابل توجه باشند. یک راه حل جایگزین تخمین چگالی کرنل است که اصولاً نمونه‌های نقطه محو می‌کند تایک تخمین پیوسته از تابع توزیع احتمال تولید کندو بتواند یک تخمینی از مد بزند.

## مقایسه میانگین، میانه و مد
| نوع           | توضیح | مثال                | نتیجه |
| ------------- | --- | ------------------- | ----- |
| میانگین حسابی | جمع ارزش یک مجموعه داده تقسیم بر تعداد ارزش‌ها: {\displaystyle \scriptstyle {\bar {x}}={\frac {1}{n}}\sum _{i=1}^{n}x_{i}} | ۷ / (۱+۲+۲+۳+۴+۷+۹) | ۴     |
| میانه (آمار)  | ارزش عددی واقع شده در وسط یک مجموعه داده پس از حذف بزرگ‌ترین و کوچک‌ترین داده از مجموعه                                     | ۱, ۲, ۲, ۳, ۴, ۷, ۹ | ۳     |
| مد            | پر تکرارترین ارزش در یک مجموعه داده                                                                                       | ۱, ۲, ۲, ۳, ۴, ۷, ۹ | ۲     |

## ویژگی‌ها
- به جز نمونه داده‌های فوق‌العاده کوچک، مد حساس به داده پرت نیست.